# 菲滕塞
菲滕塞是德国梅克伦堡-前波莫瑞州的一个市镇。总面积13.17平方公里，总人口334人，其中男性169人，女性165人（2011年12月31日），人口密度25人/平方公里。